# 114 (عدد)
114 (مائة وأربعة عشر) هو عدد صحيح. يلي العدد 113 ويسبق العدد 115 وهو عدد طبيعي موجب.